# Rosario Mangiameli
Rosario Mangiameli Scrofani, anche noto come Saro Mangiameli (Lentini, 10 marzo 1949), è uno storico italiano specializzato in storia contemporanea e in storia della Sicilia.

## Biografia
Inizia la sua attività didattica e scientifica presso l'Università degli Studi di Catania nel 1976 come assegnista. Allievo di Gastone Manacorda, dal 1980 è ricercatore, quindi diviene professore associato nel 2000 e ordinario nel 2005 di Storia contemporanea (M-STO/04) presso la Facoltà di Scienze politiche, poi Dipartimento di Scienze politiche e sociali.
Oltre che insegnante della propria disciplina, Mangiameli è stato presidente del corso di laurea triennale in Scienze storiche e politiche e poi del corso magistrale in Storia e Cultura dei Paesi mediterranei, sempre presso l'ateneo catanese.
I suoi ambiti di ricerca si sono focalizzati principalmente sulla storia dell’Italia contemporanea nel XIX e XX secolo. In particolare ha pubblicato saggi e libri sulla storia della mafia, sulla storia della cooperazione e dei movimenti popolari, sulla storia della seconda guerra mondiale, sulla storia dell’autonomia speciale della Sicilia e sulla nascita della Regione Siciliana.
Membro e fondatore dell’Istituto Meridionale di Storia e Scienze Sociali (IMES) e dell’IMES–Sicilia, di cui è stato presidente, è anche socio della Società Italiana per lo Studio della Storia Contemporanea (SISSCO), di cui è stato dirigente. È stato altresì fondatore e presidente dell'Istituto Siciliano per la Storia dell’Italia Contemporanea (ISSICO), di cui è presidente e dedicato a Carmelo Salanitro. Fa anche parte dell'Istituto Gramsci siciliano, dell'Associazione Italiana di Storia Orale (AISO), dell'Associazione Italiana di Public History (AIPH) e della Società di Storia Patria per la Sicilia Orientale.
Dal 2012 al 2015 ha diretto la rivista di storia moderna e contemporanea Polo Sud. Ha collaborato o collabora alle riviste Archivio storico per la Sicilia Orientale, Italia contemporanea, Meridiana, Polis, Annali dell'Istituto "Alcide Cervi".
Nel 2016 Mangiameli è stato protagonista di una polemica che lo ha visto contestare al conduttore Pierfrancesco Diliberto in arte Pif e a quella che per lo storico era una «banalizzazione», ovvero la tesi per cui lo sbarco in Sicilia degli Alleati nel 1943 fosse stato reso possibile dall'aiuto determinante di Cosa Nostra, tesi che ispira e regge invece tutto il film In guerra per amore del quale Pif è autore, regista e attore protagonista. Mangiameli aveva espresso le sue idee inizialmente sul quotidiano La Sicilia, cui seguirono prima una videolettera di Pif a propria difesa e quindi una replica nello stesso stile dello storico dove si riaffermava la totale inconsistenza storica di una diceria invero molto popolare fuori dalle sedi scientifiche. Questa polemica ispirerà allo storico etneo il saggio In guerra con la storia. La mafia al cinema e altri racconti per la rivista Meridiana.

## Opere
- L'Archivio Beneventano in Lentini, con Giuseppe Astuto, in "Archivio Storico per la Sicilia Orientale", n. 2-3, 1978.
- Separatismo e autonomismo in Sicilia fra politica e storiografia, in "Italia contemporanea", n. 141, 1980.
- Piccola e grande società. Egemonia e disgregazione nella Sicilia del secondo dopoguerra, in "Annali" dell'Istituto A. Cervi, 1981.
- Le allegorie del buon governo. Sui rapporti tra mafia e americani in Sicilia nel 1943, in "Annali '80" del Dipartimento di Scienze storiche della Facoltà di Scienze politiche, Catania, 1981.
- Intervento al convegno "'Mezzogiorno e contadini: trent'anni di studi' (Roma, 4-5 aprile 1981)", "Quaderni dellIstituto romano per la storia dItalia dal fascismo alla Resistenza", n. 4, 1981.
- La modernizzazione difficile: blocchi corporativi e conflitto di classe in una società "arretrata", in La modernizzazione difficile. Città e campagne nel Mezzogiorno dall'età giolittiana al fascismo, Bari De Donato, 1983. ISBN 88-326-4035-X.
- Imperi a confronto nel secondo dopoguerra, in "Italia contemporanea", n. 151-152, 1983.
- Gabellotti e notabili nella Sicilia dell'interno, in "Italia contemporanea", n. 156, 1984.
- Sicilia 1943-1947, in "Italia contemporanea", n. 160, 1985.
- La regione in Guerra (1943–1950), in Maurice Aymard e Giuseppe Giarrizzo (a cura di), Storia d'Italia. Le regioni dall'Unità a oggi, V, La Sicilia, Torino, Einaudi, 1987. ISBN 88-06-59349-8.
- Mafia e dispense, tra fiction e realtà, in "Meridiana. Rivista di storia e scienze sociali", n. 2, 1988.
- Dalle bande alle cosche. La rappresentazione della criminalità in provincia di Caltanissetta, in Giuseppe Barone e Claudio Torrisi (a cura di), Economia e società nell'area dello zolfo (secoli XIX-XX), Caltanissetta-Roma, S. Sciascia, 1989.
- Mafia di ieri, mafia di oggi, con Salvatore Lupo, in "Meridiana. Rivista di storia e scienze sociali", n. 7-8, 1990.
- Banditi e mafiosi dopo l'Unità, in "Meridiana. Rivista di storia e scienze sociali", n. 7-8, 1990.
- Manacorda a Catania, in Gastone Manacorda, Il movimento reale e la coscienza inquieta. L'Italia liberale e il socialismo e altri scritti tra storia e memoria, Milano, Angeli, 1992. ISBN 88-204-7014-4.
- Mafia, politica, stato. A proposito di due libri recenti, in "Meridiana. Rivista di storia e scienze sociali", n. 15, 1992.
- Partiti e società nella Sicilia del dopoguerra, in I protagonisti: la storia dell'Italia attraverso i siciliani illustri. Gli anni difficili dell'autonomia. Palazzo Chiaromonte (Steri), Palermo, 5-21 maggio 1993, Palermo, Regione Sicilia-Università, 1993.
- I cooperatori: alcune biografie, in Orazio Cancila (a cura di), Storia della cooperazione siciliana, Palermo, IRCAC, 1993.
- Gli anni del centrismo, in Lezioni sull'Italia repubblicana, Roma, Donzelli, 1994. ISBN 88-7989-070-0.
- Clientelismo, mafia, rapporti tra malavita e politica, in "I viaggi di Erodoto. Quadrimestrale di storia e ricerca didattica", n. 24, 1994.
- Memoria e tradizione. I Fasci siciliani negli anni Cinquanta, Élites e potere in Sicilia. Dal Medioevo ad oggi, Catanzaro, Meridiana libri, 1995. ISBN 88-86175-10-8.
- Preti contro la mafia. Intervista a don Cosimo Scordato, a cura di e con Ennio Igor Mineo, in "Meridiana. Rivista di storia e scienze sociali", n. 25, 1996.
- La seconda guerra mondiale, in Storia contemporanea, Roma, Donzelli, 1997. ISBN 88-7989-345-9.
- "Habent sua fata libelli". Storia di Milocca, a Sicilian village, in Vincenzo La Rosa (a cura di), Dalle capanne alle robbe. La storia lunga di Milocca-Milena, Milena, Pro loco, 1997.
- Stereotipo, in La mafia. 150 anni di storia e storie. Cronaca, documenti, saggi, filmati, testimonianze, cinema, letteratura, fotografie, Palermo, Cliomedia Officina, 1998. [CD-ROM]
- Gli anni del fascismo e della guerra attraverso il Bollettino dell'Arcidiocesi di Catania, in "Bollettino Ecclesiale", n. 1, 1998.
- Du séparatisme à l’autonomie, in "Le Monde diplomatique", novembre 1998.
- Un laboratorio su storia e memoria dell'area zolfifera, in Massimo Naro (a cura di), Amicitiae causa. Scritti in onore del vescovo Alfredo M. Garsia, San Cataldo (Caltanissetta), Centro studi sulla cooperazione "Arcangelo Cammarata", 1999.
- La Sicilia dalla prima guerra mondiale alla caduta del fascismo, in Francesco Benigno e Giuseppe Giarrizzo (a cura di), Storia della Sicilia, V, Il Novecento, Roma-Bari, Laterza, 1999. ISBN 88-421-0537-6.
- Cooperative e partiti di massa nell'esperienza di Francesco Marino, in "Meridiana. Rivista di storia e scienze sociali", n. 36, 1999.
- Officine della nuova politica. Cooperative e cooperatori in Sicilia tra Ottocento e Novecento, Catania, CUECM, 2000.
- La mafia tra stereotipo e storia, Caltanissetta-Roma, S. Sciascia, 2000. ISBN 88-8241-063-3.
- Prefazione a Nunzio Di Francesco, Il costo della libertà. (Memorie di un partigiano combattente, superstite del campo di sterminio di Mauthausen e Gusen II), Furci Siculo, Tipolitografia Manganaro, 2001, poi Acireale-Roma, Bonanno, 2007. ISBN 978-88-7796-304-8.
- Introduzione a Il lavoro, le lotte, la memoria. Verso i cent'anni della Camera del lavoro, Camera del lavoro metropolitana di Catania, Comune di Catania, Assessorato alla cultura, 2001.
- Tra cielo e terra, prefazione a Ezio Costanzo, L'estate del 1943. I bombardamenti di Paternò. Fotografie, documenti e testimonianze, Catania, Le nove muse, 2001. ISBN 88-87820-12-0.
- Il culto e la memoria. I cristiani acattolici a Lentini, prefazione a Ferdinando Leonzio, Il Culto e la memoria. I cristiani acattolici a Lentini, Augusta, Ddisa, 2003.
- Memorie della seconda guerra mondiale in Sicilia, Catania, CUECM, 2003. ISBN 88-86673-37-X.
- Mafia e storia, in Francesco Benigno e Claudio Torrisi (a cura di), Rappresentazioni e immagini della Sicilia tra storia e storiografia. Atti del Convegno di Studi, Caltanissetta-Roma, S. Sciascia, 2003. ISBN 88-8241-165-6.
- Arrivano... gli Americani a Vittoria nell'estate del '43, a cura di e con Franco Nicastro, Vittoria, Comune, 2003.
- Introduzione a La memoria la passione la lotta. Verso i cento anni della Camera del lavoro di Catania, Catania, CUECM, 2003.
- Alcune riflessioni e ipotesi di lavoro, in Giuseppe Carlo Marino (a cura di), A cinquant'anni dalla riforma agraria in Sicilia, Milano, Angeli, 2003. ISBN 88-464-5035-3.
- Il Museo dello sbarco in Sicilia a Catania, in "Il Mestiere di Storico. Rivista della Società Italiana per lo Studio della Storia Contemporanea", vol. V, 2004.
- Prefazione a Salvo Torre (a cura di), Era come un diavolo che camminava. Agitatori sindacali e dirigenti contadini nelle campagne catanesi del dopoguerra, Catania, CUEMC, 2005. ISBN 88-86673-87-6.
- Le tribolazioni della democrazia italiana, in "Segno", n. 261, 2005.
- L'invasione della Sicilia e la crisi del vecchio regime, in 1945-2005. Il percorso della libertà. Lezioni di storia, Catania, Milano, TV days, 2005. (DVD)
- Letizia Colajanni, in Marinella Fiume (a cura di), Siciliane. Dizionario biografico, Siracusa, Romeo, 2006. ISBN 88-7428-057-2.
- Quattro ragazzini nelle stalle della mafia, in "Segno", n. 277, 2006.
- Un convegno che ricordi lo storico, Dossier: L'utopia pastorale dell'arcivescovo Cataldo Naro, in "Segno", n. 279, 2006.
- Presentazione di Carmela Zangara, Inventari della memoria. Sicilia 1943: vincitori e vinti, Licata, Associazione culturale Ignazio Spina-La vedetta, 2006.
- Prefazione a Giuseppe Mazzaglia, Nicolosi e la guerra. Percorsi di vita, memorie e testimonianze, Palermo, ISPE Archimede Editrice, 2006. ISBN 88-88204-12-1.
- Prefazione a Francesco Petrotta, La repubblica contadina di Piana degli Albanesi del 1945, Pioppo, La Zisa, 2006. ISBN 88-8128-090-6.
- Vitaliano e Rosario Brancati e il fascismo, in "Giornale di storia contemporanea", n. 2, 2007.
- Brancati e il paradigma fascismo/antifascismo, in "Segno", n. 281, 2007.
- Per Portella, in Studi in memoria di Enzo Sciacca, 2 voll., Milano, A. Giuffrè, 2008. ISBN 978-88-14-14099-0.
- Misurarsi con il regime. Percorsi di vita nella Sicilia fascista, Acireale-Roma, Bonanno, 2008. ISBN 88-7796-387-5.
- Una lezione particolare, in Franco La Magna e Mario Patanè (a cura di), Se permettete parliamo di Scola, Reggio Calabria, Città del sole, 2010. ISBN 978-88-7351-366-7.
- Prefazione a Andrea Miccichè, Catania, luglio '60, Roma, Ediesse, 2010. ISBN 978-88-230-1496-1.
- Crisi del centrismo e nuovi movimenti popolari, in Edmondo Montali (a cura di), L'insurrezione legale. Italia, giugno-luglio 1960. La rivolta democratica contro il governo Tambroni, con DVD, Roma, Ediesse, 2010. ISBN 978-88-230-1556-2.
- Presentazione, in "Polo Sud", n. 1, 2012.
- Confessioni di un brigante, Roma, XL, 2012. ISBN 978-88-6083-023-4.
- Solidarietà e conflitto: il linguaggio di Silvio Milazzo nel dibattito sulla riforma agraria del 1950, in Giuseppe Boscarello e Andrea Miccichè (a cura di), Silvio Milazzo. L'attività parlamentare all'Assemblea regionale siciliana. Discorsi, 2 voll., Firenze, Editpress, 2013. ISBN 978-88-97826-33-0.
- Le stragi americane e tedesche in Sicilia nel 1943, in "Polo Sud", n. 2, 2013.
- Un'altra Odissea, introduzione a Vincenzo Bognanni, Oltre quel bosco freddo, Catania, Incontri, 2014.
- La caduta della Piazzaforte di Augusta-Siracusa, in Salvatore Santuccio (a cura di), Operazione Husky. Lo sbarco alleato in Sicilia - 1943. Aspetti politici, scelte militari, emergenze sociali, Siracusa, Morrone, 2014. ISBN 978-88-97672-37-1.
- Sicilia 1943: immagini e rappresentazioni di una sconfitta tra politica, storiografia e mercato, in "Meridiana. Rivista di storia e scienze sociali", n. 82, 2015.
- Il Mezzogiorno nel 1944 [Intervento al convegno '1944. L'Italia in guerra e le strategie delle grandi potenze', Genova, 15 aprile 2014], in "Storia e memoria", n. 24, 2015.
- Il 1943 in Sicilia tra storiografia e celebrazioni, in Francesco Soverina (a cura di), 1943. Mediterraneo e Mezzogiorno d'Italia, Roma, Viella, 2015. ISBN 978-88-6728-498-6.
- Le mafie tra immaginazione e realtà. Una discussione a proposito di F. Benigno, "La mala setta...", in "Annali della Scuola Superiore Normale di Pisa - Classe di Lettere e Filosofia", serie V, n. 8/1, 2016.
- In guerra con la storia. La mafia al cinema e altri racconti, in "Meridiana. Rivista di storia e scienze sociali", n. 87, 2016.
- Quando la mafia aiutò gli Alleati. Storia di una diceria fortunata, in "novecento.org", 26 gennaio 2017.
- Sant'Agata a Catania tra religiosità e giochi di potere, con Raimondo Catanzaro, in "Il mulino. Rivista mensile di attualità e cultura ", a. 66, n. 1, 2017, pp. 145-154.
- La mobilitazione dei santi, in Benedetto Caruso e Maria Teresa Di Blasi (a cura di), Miracoli al fronte. Ex voto della Grande guerra della provincia di Catania, Palermo, Regione siciliana, Assessorato dei beni culturali e dell'identità siciliana, Dipartimento dei beni culturali e dell'identità siciliana, 2017. ISBN 978-88-6164-453-3.
- Il governo militare alleato nell'Italia Meridionale, in "Meridione. Sud e Nord nel Mondo. Rivista bimestrale", n. 17, 2017.
- Antifascismo e Resistenza visti dalla Sicilia, in "Meridiana. Rivista di storia e scienze sociali", n. 91, 2018.
- La ri-scoperta della Sicilia, in Giuseppe Barone (a cura di), Storia mondiale della Sicilia, Roma-Bari, Laterza, 2018. ISBN 978-88-581-3327-9.
- Antifascismo e Resistenza visti dalla Sicilia, in I siciliani nella Resistenza, Palermo, Sellerio, 2019. ISBN 978-88-389-3928-0.
- Postfazione in Francesco Renda, Salvatore Giuliano. Una biografia storica, Trapani, Di Girolamo, 2020. ISBN 978-88-97050-75-9.

### Curatele
- Sicily zone handbook. 1943. Il manuale britannico per le forze d'occupazione in Sicilia, Caltanissetta-Roma, S. Sciascia, 1994.
- Carmelo Salanitro, Pagine dal diario. 28 ottobre 1931 - 6 giugno 1932, Catania, CUECM, 2005. ISBN 88-86673-76-0.
- Noto nel XX secolo. Politica, società e cultura. Atti delle Giornate di studio. Noto, Palazzo Trigona, 5-6 novembre 2004, a cura di e con Francesco Balsamo e Vincenzo La Rosa, Noto, ISVNA, 2007.
- Società locale e guerra totale, Siracusa, Lombardi, 2008. ISBN 88-7260-188-6.
- Epicarmo Corbino, L'emigrazione in Augusta, Acireale-Roma, Bonanno, 2009. ISBN 88-7796-324-7.
- Autonomie. Micronazionalismi e regionalismi in Europa, Firenze-Catania, Ed.it, 2011. ISBN 978-88-89726-84-6.
- Giuseppe de Felice Giuffrida, Maffia e delinquenza in Sicilia, Cava d'Aliga, Edizioni di storia e studi sociali, 2014. ISBN 978-88-908548-7-3.